# Guppy
El guppy (Poecilia reticulata), en anglès i sovint referint-s'hi amb el nom de guppy i guppie, és un dels peixos d'aquari d'aigua dolça més populars. És un membre de petita mida de la família dels pecílids   La mida dels guppies varien, els mascles són 4 cm (1.6 in), mentre que les femelles són 7 cm (2.8 in), i com en altres membres de la família, els ous es desenvolupen al mateix interior de la mare. És ben conegut especialment per la seua gran facilitat de cria.

## Origen
És una espècie oriünda de Veneçuela, Trinitat i Tobago, el nord del Brasil, les illes Antilles i la Guaiana Francesa. Posteriorment, l'OMS va introduir-la a totes les aigües dolces dels Tròpics per a ajudar a evitar les epidèmies causades pels mosquits (com ara el paludisme), perquè se n'alimenta de les larves.
El 1866, en el transcurs d'una missió a Trinitat i Tobago, Robert John Lechmere Guppy feu arribar a Albert Charles Lewis Günther, del Museu Britànic, uns espècimens vius d'una nova espècie de peix que Günther anomenà com a : Girardinus guppyi.
Més tard, es va conèixer que aquesta mateixa espècie ja havia estat descoberta el 1856 per Wilhelm Peters amb animals de Veneçuela, i que havia batejat amb el mateix nom científic que l'actual. Però a més, De Filippi, un naturalista italià el 1963, desconeixedor de la descripció de l'anterior, va batejar uns peixos que venien de Barbados com a Lebistes poeciloides.
El 1931, l'ictiòleg del British Museum, Charles Tate Regan, va arribar a la conclusió que les tres descripcions corresponien de fet, malgrat les variacions de color, a una mateixa espècie. Si bé d'acord amb les regles de nomenclatura s'havia d'haver optat pel primer nom descrit, Poecilia reticulata, en haver-hi moltes altres espècies del mateix gènere, opta per una fusió del primers i segon nom (Lebistes reticulatus). Fins després d'unes decades, en tornar a classificar-se el gènere dels pecílids, no es va adoptar el nom actual.
Al llarg del segle xx, s'havia arribat a utilitzar fins i tot altres noms científics, i a nivell col·loquial també ha rebut el nom de Lebistes. A llocs com Trinidad, també es coneix com a peix milió, per la seua alta taxa de reproducció.

## Hàbitat, ecologia i comportament
En el seu territori original, a Amèrica del Sur i el Carib, normalment formen poblacions aïllades que es troben en gran varietat d'hàbitats; des de les aigües tèrboles de basses, canals i recs a baixes alçades, fins als rierols de les muntanyes a altes cotes.
Hi ha una gran varietat entre les poblacions, cada una amb un distint patró de colors. Aquelles que viuen en hàbitats on els depredadors són comuns, tendeixen a presentar una coloració menys viva com a mesura de protecció. En canvi, aquelles que s'enfronten a menys depredadors, acostumen a ser més acolorides. Estudis recents suggereixen que els mascles de colors vius estan afavorits per selecció sexual mentre que els més pàlids ho estan per selecció natural davant dels depredadors. Per tot això, els fenotips dominants que s'observin en una comunitat en concret dependran de la importància d'aquests dos factors en l'entorn.
Ocasionalment, els guppys mascle poden comportar-se agressivament entre ells, mossegant-se les aletes o assetjant-se. Fins i tot, aquest comportament s'ha arribat a veure amb altres nadadors de prop de la superfície com ara els xifos, Xiphophorus, o també si són d'aletes prominents, com ara els escalars, Pterophyllum.
S'ha documentat que els guppys viuen en xarxes socials complexes, arribant a triar als seus companys i fins i tot recordar-los.
Pels motius abans citats, l'espècie ha esdevingut de gran interès en biologia evolutiva per a l'estudi de l'efecte que hi té la depredació.

## Manteniment a l'aquari
Es tracta de peixos força adaptables que s'aconsella que visquin a una temperatura entre 22 °C i 28 °C; tot i que fins i tot és possible tenir-los a temperatura ambient si aquesta no s'allunya molt d'aqueix marge.
Es recomana un pH lleugerament alcalí, entre 7 i 7,5. Igualment, una duresa de l'aigua entre 10º i 18ºdGH; de totes maneres, poden viure perfectament amb valors més baixos i força més alts, fins i tot arribar a fer-ho amb una certa salinitat. De fet, s'ha descrit que pot arribar a viure fins a valors de salinitat 1,5 vegades superior a la mitjana de la mar (58‰ de salinitat respecte 35‰); motiu pel qual de vegades s'ha arribat a incloure en aquaris tropicals d'aigua marina.
Pel que fa als gèneres, es recomana tenir com a mínim 3 femelles per cada mascle. Un nombre superior de mascles pot produir estrès a les femelles per un continu assetjament dels darrers.

## Alimentació
Es tracta d'una espècie omnívora, tot i que li cal un complement vegetal. Accepta tot tipus d'aliments vius compatibles amb la seua mida i menja sense problemes la majoria de preparats liofilitzats.
Poden alimentar-se tant a la superfície com al fons, on es poden submergeixir. Tenen un metabolisme molt ràpid, i es recomana alimentar-los en poca quantitat però diverses vegades al dia si és possible.
A l'hàbitat natural, s'alimenten de larves de mosquits, per això s'ha utilitzat per a lluitar epidèmies com la malària.

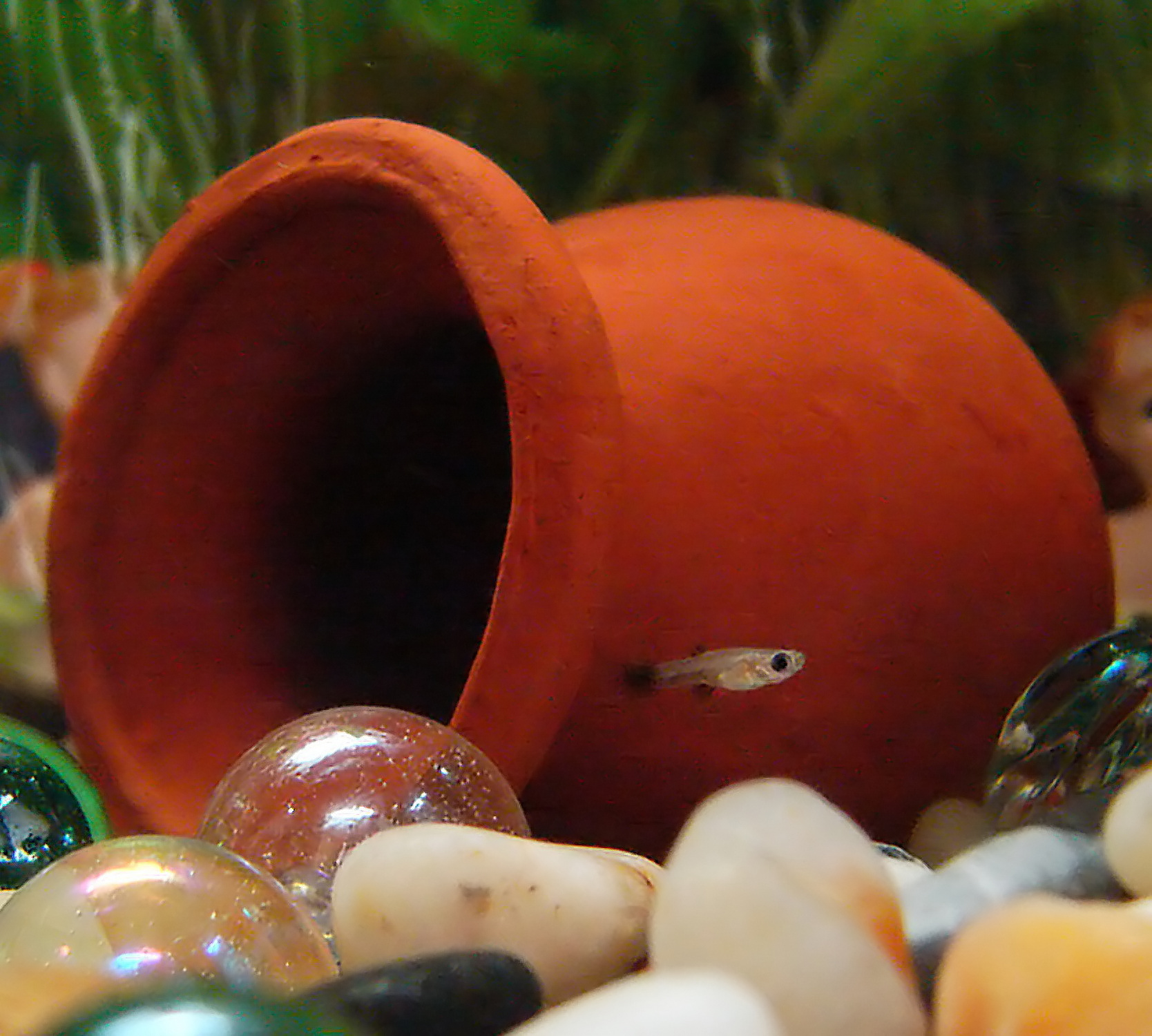
Aleví d'una setmana

## Reproducció
D'una vida mitjana d'entre 1 o 2 anys, poden atènyer la maduresa sexual als 3 mesos. La fecundació és interna, i es porta a terme gràcies a una aleta anal modificada anomenada gonopodi. Aquesta pot servir fins a 2 o 3 parts diferents, atès que les femelles poden emmagatzemar l'esperma durant molt de temps si no hi ha cap altre aparellament entremig. A diferència de la majoria d'altres peixos d'aquari, es tracta d'una espècie ovovivípara i pot detectar-se que els ous han estat fecundats en una taca enfosquida a la part baixa del ventre, la qual va augmentant a mesura que s'acosta el part.
El període de gestació és entre 22 i 26 dies, i els alevins van sortint de la mare, a poc a poc, fins i tot durant dies. El nombre de cries depèn de diferents factors com ara l'alimentació de la mare o la seua mida, i és habitual que el nombre d'aquestes pugui ser superior a 15.
Si bé en el part la mare experimenta un increment d'hormones que serveix per a disminuir el seu propi apetit i, per tant, evitar menjar-se les cries, molts afeccionats acostumen a posar la mare en un recipient on es recullen les cries de manera separada (paridera), un aquari a part per a aquest propòsit o bé simplement mirant de garantir que l'aquari original hi tingui molta vegetació on els alevins puguin amagar-se.
Les cries naixen ja formades i neden a la cerca d'aliments perquè no disposen de reserves vitel·lines. Idealment es recomana de 4 a 7 àpats al dia, amb menjar en pols especial o nauplis d'artèmies.